# Bleptina jubitaria
Bleptina jubitaria là một loài bướm đêm trong họ Noctuidae.